# Gustav Adolf von Götzen
Conte Gustav Adolf von Götzen (Glatz, 12 maggio 1866 – Amburgo, 2 dicembre 1910) è stato un esploratore, politico e militare tedesco.

## Biografia
Di nobile famiglia slesiana, nacque nel castello di famiglia di Schaferneck, presso Glatz, nel Regno di Prussia; tra il 1884 e il 1887 studiò giurisprudenza a Parigi, Berlino e Kiel, laureandosi laurea honoris. Nel 1885 entrò nell'esercito e nel 2. Garde-Ulanen-Regiment come sottotenente; tra il 1890 e il 1891 fu addetto militare all'ambasciata tedesca di Roma; successivamente fece parte di un corpo dell'esercito tedesco in Africa (sul Monte Kilimanjaro) e in Medio oriente. Tornato dall'Asia come tenente dell'esercito tedesco, ricevette una cattedra alla scuola militare di Berlino, della quale fu direttore insieme al maggiore Walther von Diest.
Dal 1885 Carl Peters venne richiamato dall'Africa orientale in Germania, dove aveva posto sotto sovranità tedesca le regioni interne del Tanganica, ma rimaneva ancora inesplorata una regione dell'Africa centro-meridionale, che rischiava di essere occupata dai belgi del vicino Congo; Götzen, conosciuto per le sue brillanti esperienze africane, fu incaricato insieme a Georg von Prittwitz und Gaffron e Hermann Kersting di penetrare in quell'area, esplorarla e farne una colonia tedesca.
Götz, Prittwitz, Kersting e il loro seguito partirono da Pangani, sulla costa dell'Africa orientale, il 21 dicembre 1893; attraversarono la regione dei Maasai e il 2 maggio 1894 attraversarono le cascate Rusumo sul fiume Kangera. Attraversato il fiume entrarono per la prima volta in contatto con un europeo, il Dr. Oscar Baumann; penetrarono in Ruanda, un regno locale di per sé abbastanza organizzato e centralizzato, che nominalmente divenne colonia tedesca. Götzen incontrò il mwami (il re) nella "capitale" di Nyanza, sul Lago Kivu, imponendogli pacificamente la sottomissione all'impero tedesco. Successivamente la compagnia percorse il fiume Congo e la giungla congolese, giungendo sull'Oceano Atlantico il 29 novembre; nel gennaio 1895 tornarono in Germania.
Tra il 1896 e il 1898 fu addetto militare a Washington D.C.; fu poi membro dello Stato Maggiore Generale a Berlino e nel 1900 fu promosso capitano; nel 1901 fu nominato governatore dell'Africa orientale tedesca, una colonia in piena crisi, della quale Götzen era uno dei pochi conoscesse le condizioni della popolazione locale. Erano scoppiate diverse ribellioni delle tribù locali nei decenni precedenti, e nel 1905 la tribù dei Maji Maji si ribellò nuovamente contro l'autorità tedesca nella colonia, dando vita ad una guerriglia simile a quella degli Herero. Götzen, coudiavato da truppe indigene e da un contigente misto di tedeschi e inglesi, del quale faceva parte Friedrich Wilhelm von Lindeiner-Wildau, diede vita ad una repressione, che non arrivò alla barbarie del generale Trotha (al quale aveva fatto una strenua opposizione), ma provocò 300.000 morti tra i guerrieri indigeni e quindici morti tra soldati europei e africani, secondo il rapporto compilato da Götzen, il quale fu ben attento a non colpire la popolazione civile. Nel 1906, a causa dell'aggravarsi della sua malattia, fu sollevato dalla carica di governatore e sostituito dal barone Albrecht von Rechenberg.
Tornato in Germania rimase comunque una delle figure più emblematiche della politica coloniale tedesca e fu membro della compagnia per l'amministrazione delle colonie; nel 1908 divenne inviato prussiano ad Amburgo, dove morì il 2 dicembre 1910. A suo nome fu intitolata la nave passeggeri Graf von Götzen, che durante la Prima Guerra Mondiale operava sul Lago Tanganica e che nel luglio 1916 fu catturata dalle truppe belghe; nel 1924 fu donata alla Royal Navy e ribattezzata M.V. Liemba, rientrando in servizio sul lago. Götzen è inoltre bisnonno di Maximilian von Götzen-Itúrbide, attuale pretendente al trono imperiale messicano.